# Wilhelmine Ittenbach

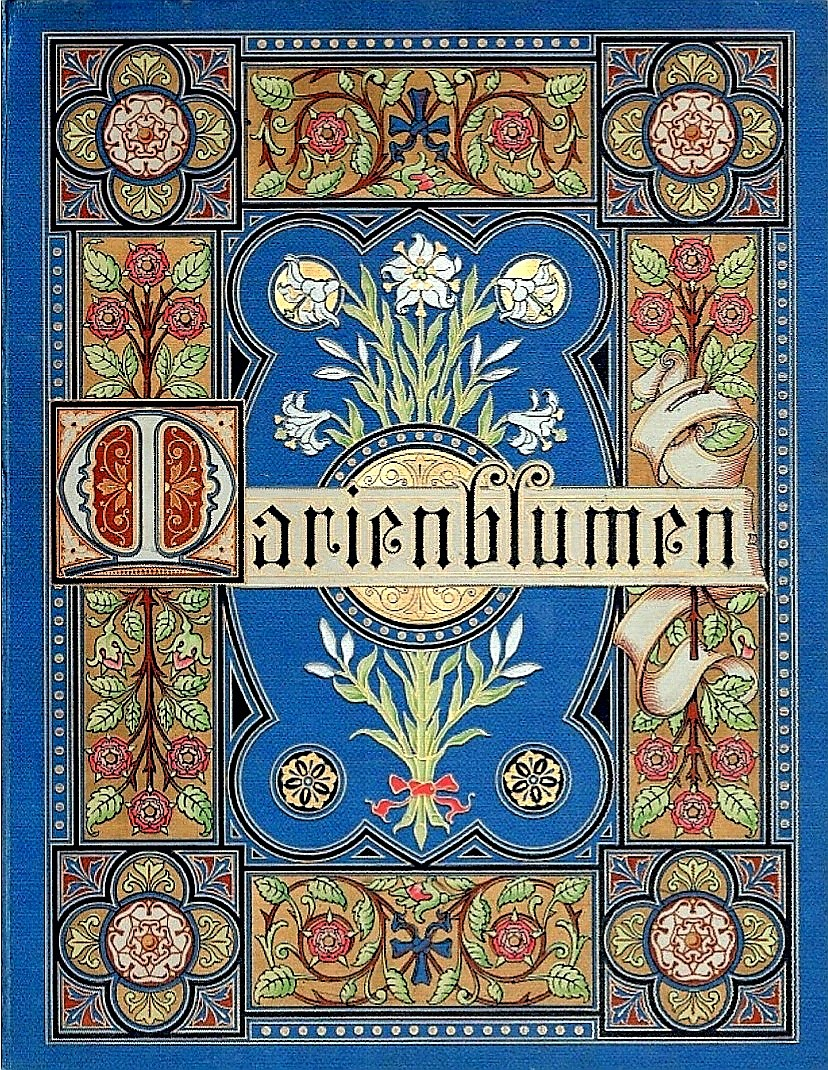
Libro di poesie contenente alcune illustrazioni di Franz Ittenbach, dipinte da sua figlia Wilhelmine Ittenbach". Autore: F.W. Weber. Editore: Albert Ahn - Colonia. Fine XIX secolo.

Wilhelmine Ittenbach (15 maggio 1851 – 12 marzo 1891) è stata una pittrice, illustratrice e artista ornamentale tedesca della scuola di Düsseldorf.

## Biografia
Wilhelmine Ittenbach era la figlia del pittore Franz Ittenbach e di Elisabeth Kurz. Ha ricevuto la sua formazione come pittrice di fiori da suo padre e nello studio di Johann Wilhelm Preyer. Ha creato acquerelli, ma si è dedicata soprattutto alla realizzazione di illustrazioni, iniziali e bordi decorativi basandosi sui disegni del padre. Probabilmente è morta nella sua città natale, Düsseldorf, dove ha lavorato per tutta la sua breve vita.

## Opere
- Friedrich Wilhelm Weber: Marienblumen. Con 6 immagini cromolitografiche della Madonna di Franz Ittenbach, dipinte da sua figlia Wilhelmine Ittenbach. Albert Ahn, Colonia 1885.[5]
- Rose e garofani, 1888, ogni acquerello su carta, 31,4 × 24 cm e 32,2 × 26,5 cm; quest'ultimo segno. ur: W.Ittenbach / 11/8 1888.[6]

La sorella di Wilhelmine Franziska (dati di vita sconosciuti) è menzionata come taglialegna, sul foglio " Immacolata Concezione " copia di un dipinto del padre.